# Tuc de Mauberme
El Tuc de Mauberme (o Tuc de Maubèrme) de 2.880 metres d'altitud és un cim dels Pirineus que es troba a la carena entre la Vall d'Aran i l'Arieja (Occitània) entre el port d'Era Horqueta (2.406 m.), al NW, i el d'Orets (2.533 m.), al SE.
Aquest cim està inclòs al llistat dels 100 cims de la FEEC. amb el nom de Maubèrme. 
El cim, cap al N, domina la Vall del Lez i cap al S la vall del riu Unhòla. Abunda el mineral del ferro i encara es poden observar les restes de les antigues explotacions mineres.

## Rutes
Una ruta habitual és la que puja des de la Cabana des Calhaus.

## Fauna
Al massís del Mauberme es troba el 90% de l'àrea distribució de la sargantana aranesa, endèmica de Pirineu central.